# Mistrzostwa Świata w Strzelectwie 1907
Mistrzostwa Świata w Strzelectwie 1907 – jedenaste mistrzostwa świata w strzelectwie. Odbyły się one w szwajcarskim Zurychu. Udział brali tylko mężczyźni. 
Rozegrano siedem konkurencji. Najwięcej medali indywidualnie zdobył Szwajcar, Konrad Stäheli, który wywalczył medale w sześciu z siedmiu konkurencji. W klasyfikacji medalowej zwyciężyła reprezentacja gospodarzy.

## Klasyfikacja medalowa
Gospodarze mistrzostw
| Pozycja | Kraj              | Złoto | Srebro | Brąz | Łącznie |
| ------- | ----------------- | ----- | ------ | ---- | ------- |
| 1       | Szwajcaria        | 3     | 4      | 4    | 11      |
| 2       | Belgia            | 2     | 2      | 1    | 5       |
| 3       | Argentyna         | 1     | 0      | 0    | 1       |
| 3       | Cesarstwo Austrii | 1     | 0      | 0    | 1       |
| 5       | Francja           | 0     | 1      | 2    | 3       |

## Wyniki
| Konkurencja                                     | Złoto                                                                                                 | Wynik     | Srebro | Wynik     | Brąz                                                                                  | Wynik     |
| Karabin dowolny, trzy postawy, 300 m            | Konrad Stäheli                                                                                        | 987 pkt.  | Jean Reich                                                                                                 | 976 pkt.  | Marcel Meyer de Stadelhofen                                                           | 975 pkt.  |
| Karabin dowolny, trzy postawy, 300 m, drużynowo | Szwajcaria Mathias Brunner Jean Reich Marcel Meyer de Stadelhofen Konrad Stäheli Ernst Stumpf         | 4848 pkt. | Belgia Paul Van Asbroeck Norbert De Ribaucourt Charles Paumier du Vergier Edouard Myin Ch. Van den Branden | 4672 pkt. | Francja Eugène Balme Albert Courquin A. Husson Maurice Lecoq Achille Paroche          | 4651 pkt. |
| Karabin dowolny leżąc, 300 m                    | Guillermo Ballmer                                                                                     | 353 pkt.  | Eugène Balme                                                                                               | 349 pkt.  | Konrad Stäheli                                                                        | 345 pkt.  |
| Karabin dowolny klęcząc, 300 m                  | Jean Reich                                                                                            | 341 pkt.  | Konrad Stäheli                                                                                             | 339 pkt.  | Ernst Stumpf                                                                          | 338 pkt.  |
| Karabin dowolny stojąc, 300 m                   | Karl Wertgartner                                                                                      | 320 pkt.  | Jean Reich                                                                                                 | 315 pkt.  | Paul Van Asbroeck                                                                     | 315 pkt.  |
| Pistolet dowolny, 50 m                          | Paul Van Asbroeck                                                                                     | 504 pkt.  | Charles Paumier du Vergier                                                                                 | 503 pkt.  | Konrad Stäheli                                                                        | 495 pkt.  |
| Pistolet dowolny, 50 m, drużynowo               | Belgia Julien Van Asbroeck Paul Van Asbroeck Charles Paumier du Vergier Victor Robert Réginald Storms | 2398 pkt. | Szwajcaria Mathias Brunner Karl Hess Jakob Schalcher Konrad Stäheli Caspar Widmer                          | 2395 pkt. | Francja Augustin Barbillat André de Castelbajac Jean Depassio Léon Moreaux Raphaël Py | 2367 pkt. |